# Ryszard Socha

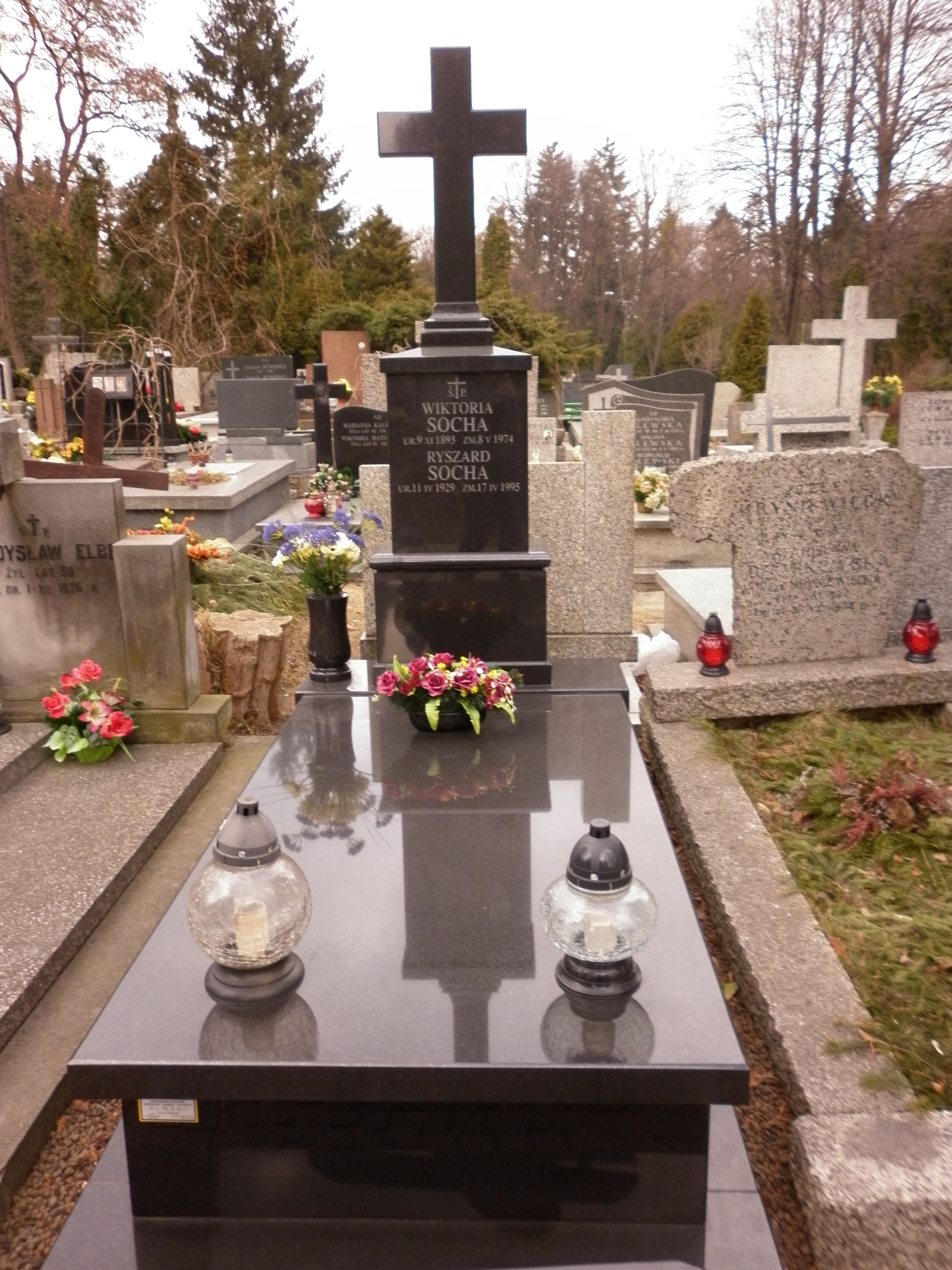
Grób Ryszarda Sochy na Cmentarzu Wojskowym na Powązkach

Ryszard Socha (ur. 11 kwietnia 1929 w Warszawie, zm. 17 kwietnia 1995) – polski polityk, poseł na Sejm PRL VII i VIII kadencji.

## Życiorys
Syn Piotra i Wiktorii. W 1949 wstąpił do Polskiej Zjednoczonej Partii Robotniczej. W Komitecie Powiatowym partii w Rawie Mazowieckiej od 1952 do 1953 pozostawał instruktorem propagandy, w latach 1953–1957 kierownikiem Wydziału Propagandy, a od 1957 do 1960 sekretarzem propagandy. W latach 1960–1963 był słuchaczem Wyższej Szkoły Nauk Społecznych przy KC PZPR, w której uzyskał tytuł zawodowy magistra ekonomii politycznej. W latach 1963–1971 pełnił funkcje instruktora, starszego instruktora oraz kierownika sektora spółdzielczego w Wydziale Rolnym Komitetu Centralnego PZPR. W latach 1971–1972 zasiadał w egzekutywie Komitetu Wojewódzkiego w Lublinie, a od 1972 do 1975 był jego sekretarzem rolnym. Od czerwca 1975 do czerwca 1981 pozostawał I sekretarzem KW PZPR w Białej Podlaskiej i jednocześnie szefem Prezydium Wojewódzkiej Rady Narodowej. Od grudnia 1975 do lipca 1981 był zastępcą członka KC PZPR. W 1976 uzyskał mandat posła na Sejm PRL VII kadencji w okręgu Biała Podlaska. Zasiadał w Komisji Mandatowo-Regulaminowej oraz w Komisji Rolnictwa i Przemysłu Spożywczego. W 1980 uzyskał reelekcję w tym samym okręgu. Zasiadał w Komisji Mandatowo-Regulaminowej, Komisji Rolnictwa i Przemysłu Spożywczego, Komisji Prac Ustawodawczych oraz w Komisji Rolnictwa, Gospodarki Żywnościowej i Leśnictwa. Pochowany na cmentarzu Powązki Wojskowe w Warszawie (kwatera A36-8-4).